# Ulloor

Ulloor

Ulloor (1877-1949), cuyo nombre completo fue Ulloor S. Parameswara Iyer (en malabar: ഉള്ളൂര്‍ എസ്. പരമേശ്വരയ്യര്‍), fue un poeta, historiador, investigador y político de la India.
Fue educado en las lenguas malayalam, sánscrita, inglesa y tamil. Formó parte del gobierno de Travancore. Junto con Kumaran Asan y Narayana Menon, se le considera uno de los tres grandes poetas modernos del estado de Kerala y una figura destacada de la literatura en malayalam. Al conjunto de los tres poetas se le denominó triunvirato o Gran Trío de Kerala. Así mismo, se le considera un poeta que se ocupó de las formas clásicas de la poesía malayalam. En 1920, cuando los otros dos grandes poetas se encontraban inmersos, desde 1915 en una renovación de a poesía malayalam mediante una postura neorromántica, Ulloor aún componía como los poetas clásicos. Sin embargo, a partir de esa fecha Ulloor se percató de la importancia del movimiento y se unió a él, elaborando poemas de muy alta calidad. En ellos se aprecian su conocimiento de la filosofía y de las literaturas inglesa y sánscrita.